# T249 Vigilante
T249 Vigilante (чит. «Виджилэ́нти» в знач. «дружинник») — американская опытная зенитная самоходная установка (SPAAG) с вращающимся блоком стволов калибром 37 мм. ЗСУ была разработана для замены зенитной пушки M1 и САУ M42 Duster в Армии США. Система состояла из зенитного автомата с вращающимся блоком шести 37-миллиметровых стволов T250 с сопрягаемыми средствами наведения, смонтированными во вращающейся башне, установленной на удлиненной платформе бронетранспортера M113 (либо M42), получившего индекс T249 и словесное название «Виджилэнти». Проект T249 обошёлся американской казне в $26,6 млн.

## Предназначение
Установка предназначалась для применения в морских и воздушных десантных операциях, а также конвенциональных сухопутных оборонительных и наступательных операциях. Основное назначение установки: обеспечение прикрытия войск от налётов реактивной штурмовой авиации противника. Вторичное назначение: использование в качестве средства усиления противотанковой обороны и огневая поддержка сухопутных частей.

## Вооружение
Зенитный автомат с вращающимся блоком стволов T250 позволяет вести огонь одиночными выстрелами (по наземным целям) или очередями до 48 выстрелов (по низколетящим самолётам). Система боепитания с гидравлическим приводом и автоматической подачей снарядов. Переключатель режима огня тумблерного типа позволяет оператору зенитного автомата выбирать темп стрельбы «очень высокий» («very high rate») для стрельбы длинными очередями сопроводительным или заградительным способом по высокоскоростным маневрирующим воздушным целям или «низкий» («low rate») для прицельной стрельбы короткими очередями или одиночными выстрелами по наземным целям. Наведение установки в режиме обстрела воздушных целей осуществляется автоматически при помощи импульсно-доплеровской радиолокационной станции наведения, сопряжённой с зенитным автоматом, при стрельбе по наземным целям оператор отключает РЛС и наводит автомат на цель в ручном режиме используя оптико-механические прицельные приспособления. На усовершенствованной модели системы управления огнём оператор также может регулировать кучность боя с 3 до 20 тысячных в зависимости от скорости цели и наклонной дальности до неё. Зенитный автомат T250 является самым крупнокалиберным образцом ствольного артиллерийского вооружения типа «Гатлинг», что существенно выделяет «Виджилэнти» среди других образцов зенитной артиллерии того времени по огневой мощи.

## Подвижность
Легкобронированная боевая машина является амфибийной и авиадесантируемой, пригодной к десантированию как посадочным, так и парашютным способом, массо-габаритные характеристики позволяют перевозку установки самолётами военно-транспортной авиации.

## Моторно-трансмиссионная группа
Торсионная подвеска с натянутой гусеницей (flat track, torsion bar suspension) и блокирующим штифтовым устройством управления разворотом (suspension lockout) призваны обеспечить бо́льшую устойчивость машины во время стрельбы с ходу или с коротких остановок. Дифференциальный поворотный механизм с раздельным управлением обеими гусеницами обеспечивает нормальную управляемость и высокую маневренность машины на высоких скоростях при движении по суше, шарнирный поворотный механизм с поворотно-шкворневым узлом (pivot steering system) обеспечивает управление машиной на плаву и аккуратное маневрирование на медленных скоростях на суше. За счёт перемещения полурам в горизонтальной плоскости, машина может двигаться по криволинейной траектории. Указанные качества позволяют экипажу вести обстрел целей на марше при различной скорости движения. Гусеницы защищены броневыми экранами.

## Разработка
Работы над созданием установки велись в 1952—1961 гг. Система наведения и приборы управления зенитным огнём, прицельные приспособления, дальномер, баллистический вычислитель, бортовая электронная аппаратура, наземный радиолокационный запросчик системы радиолокационного опознавания, радиолокационные средства обнаружения и сопровождения целей, поворотные устройства, гидравлические и электромеханические приводы разрабатывались по контракту частным подрядчиком — инженерной лабораторией «Сперри-Юта» в Солт-Лейк-Сити (филиал корпорации «Сперри»), за блок стволов T250 отвечало казённое предприятие — Спрингфилдский арсенал. За основу для проектирования моторно-трансмиссионной группы опытного прототипа ЗСУ были взяты серийные образцы бронетехники подходящих размеров (поскольку, корпорация «Сперри» не имела собственной линии сборки гусеничной бронетехники, предполагалось либо переоборудовать уже имеющуюся серийную бронетехнику со складов и баз хранения, что было наиболее вероятным вариантом, либо закупать шасси, двигатель, башню и бронеэлементы для боевой машины по субподряду у одной из танкостроительных корпораций, «Крайслер», «Эф-эм-си» или «Дженерал моторс»). Шестиствольный зенитный автомат был спроектирован инженерами Спрингфилдского арсенала по заказу армейского командования в 1955 году и в том же году чертежи были представлены на рассмотрение чиновников из Пентагона. Учитывая калибр спроектированного автомата, головным учреждением по программе его испытаний и дальнейшего производства был определён Уотервлитский арсенал под Нью-Йорком, отвечавший за все армейские крупнокалиберные ствольные системы. Однако, учитывая гатлинговскую схему, на которой специализировались в Спрингфилде, на этапе испытаний ответственные лица от участвующих структур сошлись в том, что де-факто головным учреждением будет Спрингфилдский арсенал. Главным инженером проекта разработки автомата в Спрингфилде был д-р Александер Хаммер. Кроме перечисленных арсеналов в структуре Управления вооружения Армии США, разработкой 37-мм боеприпасов занимался Пикатиннский арсенал в Джефферсоне, к работам над автоматом был привлечён Фрэнкфордский арсенал в Филадельфии. Взрыватели к новым боеприпасам были специально разработаны по субподряду для Пикатиннского арсенала военными лабораториями часовой компании «Булова» в Вудсайде. Для стрельбовых испытаний было изготовлено шесть опытных зенитных автоматов. Корпорация «Сперри» предоставила необходимые средства наведения и управления огнём, после чего, начиная с 7 июля 1959 года на военной базе в «Форт-Блисс» в Техасе начались испытания, завершившиеся к 1960 году. Дополнительные контрольные стрельбы проходили в 1961 году, на песчаном побережье в районе радиовышек «Маркони» в Кейп-Код, штат Массачусетс. В ходе испытаний система показала высокую надёжность и огневые качества, средняя вероятность поражения воздушной цели первой же очередью на расстоянии эффективной дальности стрельбы составляла 60 %. Однако, к тому времени в армейском руководстве уже господствовали идеи переоснащения сил ПВО зенитными ракетами.

## Прекращение проекта
В начале 1960-х, Армия решила, что системы ПВО на основе пушек устарели и отменила дальнейшее развитие T249 в пользу зенитного ракетного комплекса «Маулер», который также в итоге не пошёл в серийное производство. Через семь лет после закрытия проекта, в 1968—1969 гг. предпринимались попытки реанимировать использование шестистволки в качестве бортового вооружения на ганшипах (самолётах артиллерийской поддержки) типа «Спектр», которые также не увенчались успехом. В 1971 году, через десять лет после сворачивания программы разработки ЗСУ на Юмском армейском испытательном полигоне в Аризоне были проведены повторные испытания, по итогам которых в отчёте армейских испытателей было рекомендовано продолжать доработку 37-мм зенитного автомата T250.

## Возобновление работ
После возобновления интереса армейского командования к ствольным зенитным вооружениям во второй половине 1970-х гг. и начала работ по программе «Дивад», сулившей многомиллионный контракт компании-победительнице конкурса, в 1976 году корпорация «Сперри» возобновила работу. В апреле 1977 года было официально объявлено о начале нового конкурса на замену имеющихся средств прикрытия войск (ЗСУ «Вулкан»), инженеры «Сперри» доработали T249 для участия в конкурсе, внеся ряд коррективов, в частности: в соответствии с требованиями международных соглашений по стандартизации переделали его под НАТОвский боеприпас 35 x 228 мм (что было одним из условий тактико-технического задания) и установив его на шасси танка M48, заменили аналоговые вычислительные устройства на цифровые, доработали имеющуюся беззвеньевую систему подачи снарядов, встроили в систему управления огнём лазерный дальномер для более точного определения дальности до цели и её скорости, а также селектор кучности боя с переменным коэффициентом рассеивания снарядов для повышения вероятности поражения целей, летящих с различной скоростью на различной дальности. Радиолокационные средства были разделены на станцию обнаружения целей и станцию наведения, как и на опытных прототипах других изготовителей (на исходной модели они были совмещены). Дизайн лобовой части башни приобрел более округлые очертания, были изменены форма, конфигурация и ёмкость магазина, на крыше башни было предусмотрено место под размещение крупнокалиберного пулемёта типа M2 на станке, для отражения атак противника в случае осечки зенитного автомата или во время его перезаряжания (чего не предусматривалось на исходной модели). Кроме того, параллельно с сухопутным вариантом велись работы в направлении создания на базе T250 корабельного зенитного артиллерийского комплекса на вращающейся установке турельного типа, которая была призвана составить конкуренцию ЗАК «Фэленкс» в качестве вооружения кораблей флота. К работе над ЗСУ по субподряду подключились корпорации «Теледайн», Нортридж, Калифорния — цифровой компьютер системы управления огнём; «Хезелтайн», Литтл-Нек, Лонг-Айленд — система радиолокационного опознавания; «Коллморген», Нортгемптон, Массачусетс — оптика.
20 июля 1977 был начат процесс рассмотрения пяти поданных заявок. Тем не менее, опытный прототип не прошёл отборочного тура, 15 ноября 1977 года Комитет по выбору подрядчиков Армии США объявил о проведении второго этапа конкурса, 29 ноября были официально объявлены финалисты — «Дженерал дайнемикс» с моделью XM246 и «Форд аэроспейс» с моделью XM247, 5 января 1978 года Совет по оборонным закупкам при Министерстве обороны США подтвердил данное решение.

## Тактико-технические характеристики
Vigilante (с укороченной базой)
- Длина — 3300 мм (130")

Образец 1959 года с удлинённой базой (Vigilante B)
Источник информации : The Automotive Assembly, 1965, pp. 4-10 — 4-11.
- Длина — 5080 мм (200")
- Ширина — 2743 мм (108")
- Высота (со сложенной антенной и зенитными автоматами в походном положении) — 2083 мм (82")
- Клиренс — 355 мм (14")
- Боевая масса — 9,2 т
- Полётная масса при десантировании парашютным способом — 8,4 т
- Удельное давление на грунт — 0,3726 кгс/см² (5,3 psi)
- Тип и ёмкость магазина — барабанный, наружного крепления на 1464 снарядов

Образец 1977 года
Источник информации : The big brother of the Vulcan, 1978, p. 28.
- Боевая масса установки со всем оборудованием и полным боекомплектом (без шасси и без топлива) — 7,240 т
- Масса шасси — 44 т
- Ёмкость топливных баков — 1420 л
- Кучность боя оружия — 3/6400
- Коэффициент рассеивания снарядов — регулируемый, от 3 до 20/6400
- Рекомендуемый способ стрельбы по скоростным маневрирующим воздушным целям — очередями по 20 выстрелов протяжённостью 400 миллисекунд с интервалом между очередями 1250 млс.
- Живучесть стволов — 25 тыс. выстрелов
- Масса зенитного автомата T250 — 1220 кг
- Сила отдачи в откате — 6,5 тонн

## Сравнительная характеристика
| · |
|   |
|   |

|  |
|  |
|  |

## Музейные экспонаты
Опытный прототип T249 Vigilante исходной модификации в данный момент находится на площадке под открытым небом экспозиции Артиллерийского музея армии США в Форт-Силл близ Лотона, штат Оклахома. Габаритный макет усовершенствованного образца 1977 года не сохранился.